# Colonia San Adolfo
Colonia San Adolfo es una localidad del partido de Villarino, provincia de Buenos Aires, Argentina.
Se encuentra 8 km al este de la ciudad de Hilario Ascasubi.

## Población
Cuenta con 109 habitantes (Indec, 2010), lo que no representa cambio frente a los 109 habitantes (Indec, 2001) del censo anterior.
| Gráfica de evolución demográfica de Colonia San Adolfo entre 1991 y 2010 |
|                                                                          |
| Fuente: Censos nacionales del INDEC                                      |

- Datos: Q5777840